# Corporación Mondragon
La Corporación Mondragon es un grupo empresarial de unas 100 cooperativas con origen en Mondragón (Guipúzcoa, España). Según varios medios, es la cooperativa industrial más grande del mundo.
Fundada en 1958 por el sacerdote José María Arizmendiarrieta, influido por los ideales de la economía social y la doctrina social de la Iglesia, sus principales áreas de actividad son la industria, las finanzas y la distribución. En 2022 facturó 10 607 millones de euros con una plantilla total de 70 000 personas. Algunas entidades vinculadas a Mondragón son Eroski, Laboral Kutxa, Fagor Industrial, así como la Universidad de Mondragón. 
Es el primer conglomerado empresarial en volumen de negocio originario del País Vasco y el décimo de España, y el segundo grupo de economía social en España.
A finales del 2022, la corporación estaba compuesta por 81 cooperativas, 8 fundaciones, 1 mutua, 12 centros de I+D, 4 centros educativos, y 104 implantaciones en el mundo, distribuidas en cuatro áreas: finanzas, industria, distribución y conocimiento.

## Historia

### Comienzos
El joven sacerdote José María Arizmendiarrieta llegó a la localidad guipuzcoana de Mondragón en 1941 para ser coadjutor auxiliar de la parroquia de esta localidad de 7.000 habitantes. Dos años después, creó una escuela de aprendices que posteriormente pasó a ser una escuela profesional politécnica en la que pudieran formarse técnicos y mano de obra cualificada para las empresas del entorno y, sobre todo, para las cooperativas.
José María Arizmendiarrieta decía que hacer cooperativismos 

no es hacer lo contrario de capitalismo, como si este sistema no tuviera muchas cosas aprovechables, cuando en realidad ha constituido una experiencia sumamente interesante de organización y de actividad económica y su eficiencia no puede ponerse en tela de juicio. El cooperativismo debe superarle, y para ello debe asimilar sus métodos y resortes con la limitación y supeditación precisa a las exigencias supremas de los valores humanos o personales.

En 1955, José María  Arizmendiarrieta seleccionó a cinco jóvenes que además de estudiar ingeniería por libre en la Universidad de Zaragoza trabajaban a jornada completa en la empresa Unión Cerrajera, estos eran Luis Usatorre, Jesús Larrañaga, Alfonso Gorroñogoitia, José María Ormaetxea y Javier Ortubay. que se asociaron como cooperativa y constituyeron la empresa  Talleres Ulgor que abrió sus puertas el 12 de noviembre de 1956. El nombre de la empresa, Ulgor, resulta de un acróstico de sus apellidos.
Ulgor se convertiría con el tiempo en Fagor Electrodomésticos, el embrión industrial de la actual Corporación Mondragón.

### Crecimiento e internacionalización
En los años siguientes surgen nuevas cooperativas aprovechando la autarquía del mercado y el despertar de la economía española. Entre ellas la entidad financiera Laboral Kutxa y la entidad de previsión social Lagun Aro (1959), y el primer grupo empresarial comarcal Ularco (1966), denominado Fagor a partir de 1986, origen del asociacionismo cooperativo industrial de la corporación. En 1969 se fusionaron nueve cooperativas de consumo locales constituyendo Eroski, la cooperativa del grupo más importante en distribución.
En la etapa que va de 1970 a 1990 prosigue el incremento del volumen de negocio, nuevas cooperativas promovidas a través de Laboral Kutxa, la configuración de grupos comarcales y la creación en 1974 del primer centro tecnológico de investigación, Ikerlan.

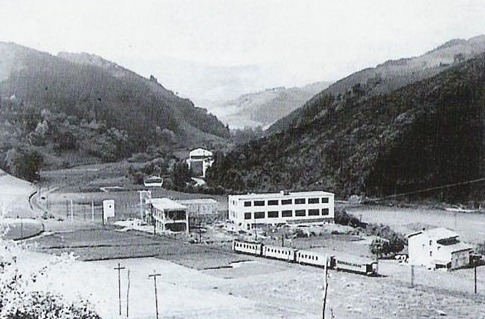
Primera cooperativa Ulgor, luego Fagor Electrodomésticos, en 1956 en Mondragón.

En 1984 se reorganiza como Grupo Cooperativo Mondragon (GCM) anticipando el ingreso de España en la CEE y que es el antecedente de la corporación actual. Se funda el centro de formación directiva cooperativa y empresarial Otalora. El ejercicio de 1990 concluyó con 23.130 empleos.
En 1991 una nueva reorganización crea Mondragon Corporación Cooperativa (MCC) —hoy Corporación Mondragon— que enfatiza la dirección estratégica y la organización por áreas de actividad. En 1997 se crea la Universidad de Mondragón y posteriormente otros diez centros tecnológicos de investigación sectoriales y el parque tecnológico Garaia.
En los años siguientes continúa la expansión exterior instalando plantas productivas en varios países, desarrollando las directrices aprobadas en 2011 para los ejercicios 2013-2016.

## Áreas de actividad
La actividad de las empresas del grupo se desarrolla en cuatro áreas: finanzas, industria, distribución y conocimiento, constituyendo la estructura transversal de las cuatro áreas uno de los diferenciales más característicos de la Corporación como grupo empresarial. De hecho, en el mundo hay ejemplos significativos de cooperativas de cada una de las cuatro áreas, pero sin los nexos de intercooperación existentes en Mondragon.

### Finanzas
Comprendido principalmente por el negocio bancario y el de seguros de Laboral Kutxa, y la EPSV-Entidad de Previsión Social Voluntaria Lagun Aro.

### Industria

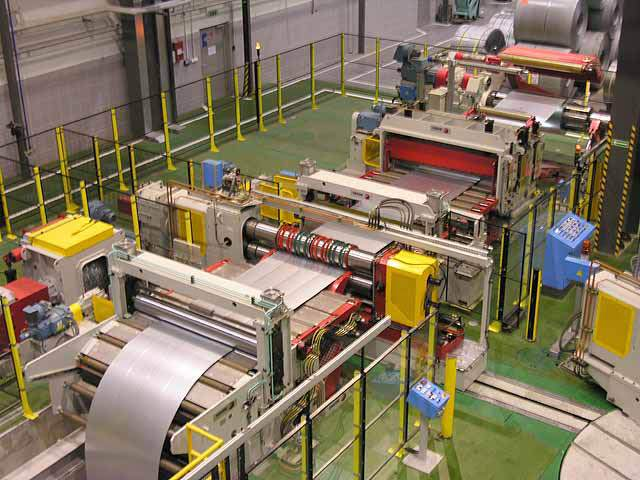
Equipación siderúrgica en Fagor

Engloba la actividad de una gran parte de las empresas integradas en la Corporación. El área industrial cuenta con 143 plantas productivas, que el año 2022 empleaban a 27.316 personas.
Las 11 divisiones industriales son:
- Mondragon Automatización Industrial: automatización de procesos industriales.
- Mondragon Automoción Chasis and Powertrain (CHP): fabricación de componentes para esta especialidad de automoción.
- Mondragon Automoción CM: fabricación de componentes de caucho y plástico preferentemente para el sector de automoción.
- Mondragon Componentes: fabricación de componentes principalmente para el sector de los electrodomésticos.
- Construcción: cooperativas relacionadas con el sector de la construcción.
- Elevación: fabricación de ascensores y escaleras mecánicas.
- Equipamiento: fabricación de ciertos tipos de bienes de consumo, como componentes eléctricos no asimilables a los sectores de automoción o electrodomésticos.
- Mondragon Ingeniería y Servicios: actividades de ingeniería y servicios de consultoría y formación.
- Máquina Herramienta: fabricación de máquinas-herramienta.
- Sistemas Industriales. fabricación de componentes industriales y de construcción.
- Mondragon Utillaje y Sistemas.

Las cooperativas industriales tratan de conseguir sinergias de los tres niveles de intercooperación en los que participan: en su propio grupo comarcal, en una de las divisiones de la Corporación, y en los clústeres sectoriales regionales con otras empresas de distinto tipo accionarial.

### Distribución

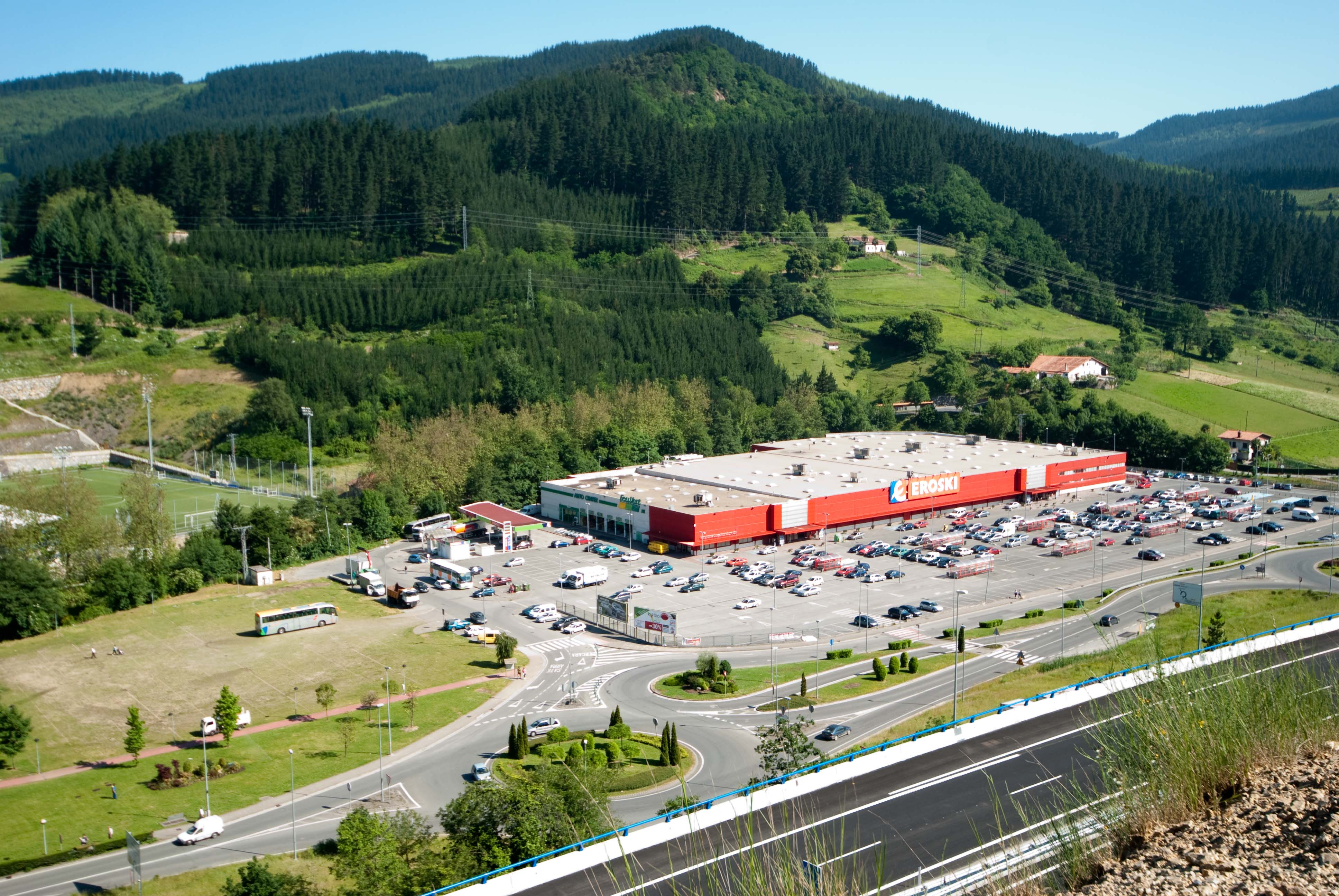
Hipermercado Eroski en Mondragón

El área de Distribución finalizó el año 2020 con una plantilla total de 38.523 personas, siendo Eroski la cooperativa más grande. Extiende su actividad empresarial por toda España y mantiene una alianza internacional con grupos franceses y alemanes. En la gestión de Eroski intervienen tanto los socios trabajadores como los socios consumidores, participando ambos en los órganos de decisión de la cooperativa. Su red de tiendas se extiende a 1.651 establecimientos: 1.279 supermercados, 61 hipermercados, 50 gasolineras, 16 ópticas, 159 agencias de viajes y 59 tiendas de material deportivo.
Las otras cuatro empresas del área de Distribución conforman el grupo agroalimentario ERKOP.

### Innovación, promoción y conocimiento
Son servicios vinculados a la competitividad y transformación empresarial, que el año 2020 contaban con un total de 2.384 investigadores y 545 familias de patentes vigentes, estando agrupados en tres ámbitos:
- Innovación: con 14 centros tecnológicos de investigación aplicada, desarrollo tecnológico e innovación, que cuentan con cerca de 1.000 investigadores. Participan en proyectos internacionales de I+D, conjuntamente con empresas tanto de la Corporación y como ajenas a la misma, con un planteamiento de innovación abierta y alianzas con centros del extranjero.[30]
- Promoción: con el centro de promoción de la Corporación, un parque tecnológico, y un centro de promoción.
- Conocimiento: con la universidad de Mondragon, tres centros politécnicos, y un centro de formación cooperativa. Participan en alianzas y proyectos internacionales, tanto de I+D como en los específicos de profesores y de intercambio de estudiantes.[29]

## Los principios de Mondragón

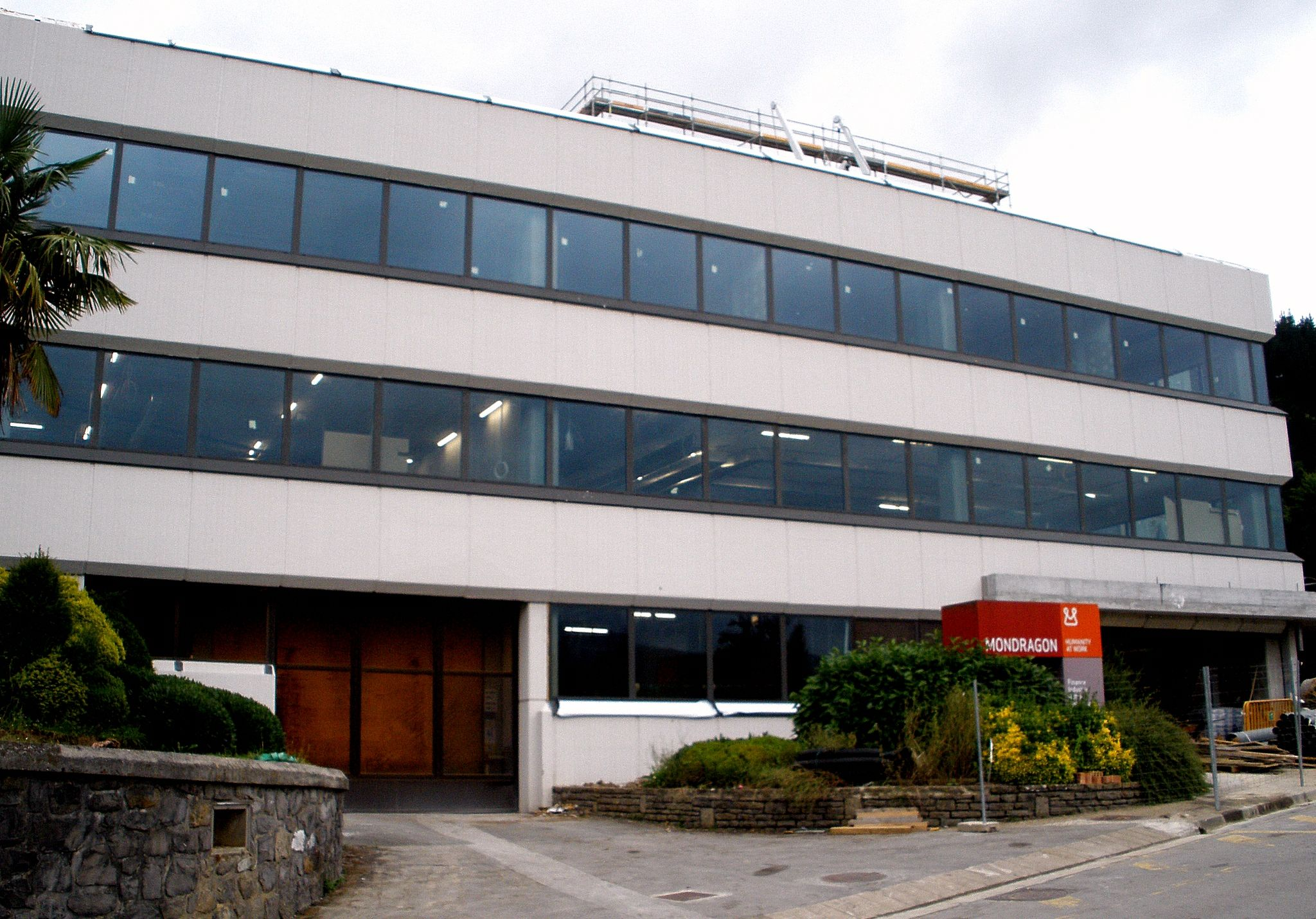
Actual sede central de la Corporación Mondragón en el Paseo José María Arizmendiarrieta nº 5 de Arrasate/Mondragón

En marzo del 2013, entre 260 compañías de todo el mundo, la Corporación Mondragón recibió el premio organizado por el Financial Times y Arcelor Mital “Bolness en Negocios”, en la categoría “Conductores del cambio” por sus principios cooperativos.

## Sistema organizativo
A través de su sistema organizativo, la Corporación sigue los siete principios de la ACI - Alianza Cooperativa Internacional: educación, soberanía del trabajo, libre adhesión, organización democrática, carácter instrumental y subordinado del capital, solidaridad retributiva, y participación en la gestión.

### A nivel de cada cooperativa individual
La cooperativa individual es el nivel básico del sistema organizativo. Su composición es: 
- La asamblea general de socios es el órgano supremo de expresión y soberanía. Cada socio tiene un voto, y todos, incluso los disidentes y los no asistentes, quedan sometidos a los acuerdos de la asamblea general. Entre los acuerdos que ha de tomar, están el de nombrar y revocar, en votación secreta, a los miembros del consejo rector, de la comisión de vigilancia, y del consejo social.[33]
- El consejo rector es el órgano colegiado al que corresponde, en exclusiva, la gestión y representación de la cooperativa. Sus miembros, normalmente doce, son elegidos para un mandato de cuatro años. Cada dos años se renueva la mitad del consejo, y cualquier socio puede ser elegido. Los cargos de presidente, vicepresidente y secretario son elegidos directamente por la asamblea general. El consejo rector es el responsable de la elección del director gerente, normalmente también para cuatro años.[34]
- La comisión de vigilancia, se encarga básicamente de revisar las cuentas anuales.
- El consejo social es el órgano de participación permanente de la comunidad de trabajo en la administración de la cooperativa. Tiene la facultad de representación de los cooperadores, socios y no socios, ante los órganos de gobierno, constituyéndose en portavoz de las aspiraciones de los empleados. Tiene la naturaleza de órgano asesor y consultivo del consejo rector y del director gerente, siendo preceptivo su informe en todos aquellos aspectos que afecten a la relación de trabajo de los socios trabajadores. Normalmente se nombra un miembro del consejo social por cada 20 empleados, y en algunos aspectos cumple un papel parecido al de los sindicatos en las empresas no cooperativas.[33]

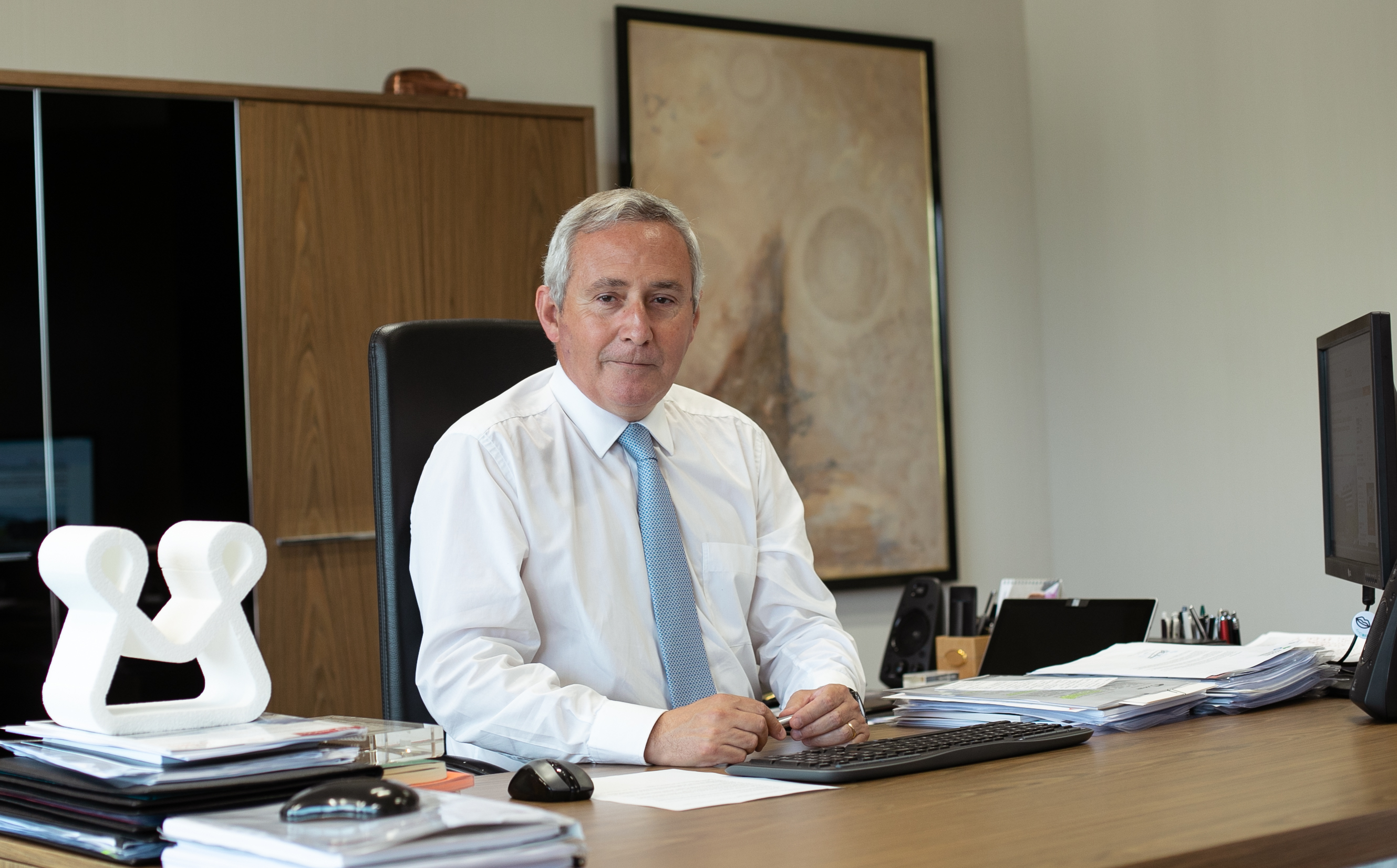
Iñigo Ucín, presidente desde 2016

### A nivel de la Corporación
Se sigue el modelo de la cooperativa individual de base, aunque adecuando la terminología. Así, la asamblea general de socios de la cooperativa pasa a ser el congreso cooperativo de la Corporación, el consejo rector pasa a ser la comisión permanente, y el  director gerente pasa a ser el presidente del consejo general.

### Elementos comunes entre las cooperativas
Las cooperativas de la Corporación están vinculadas entre sí por una filosofía y cultura empresarial comunes plasmadas en estatutos y normas de funcionamiento aprobadas en los congresos cooperativos. Regulan la actividad de los órganos de gobierno de la Corporación (comisión permanente y consejo general), así como de las cooperativas de base y de las agrupaciones y divisiones a las que pertenecen, tanto desde el punto de vista organizativo e institucional como patrimonial y retributivo.
Dichos estatutos y normas se desarrollan a partir de diez principios básicos cooperativos: libre adhesión, organización democrática, soberanía del trabajo, carácter instrumental y subordinado del capital, participación en la gestión, solidaridad retributiva, intercooperación, transformación social, carácter universal y educación.
A esos principios se suman la definición de cuatro valores corporativos: cooperación, participación, responsabilidad social e innovación.

### Intercooperación

#### En el ámbito de las personas
- Reubicaciones: es la figura de intercooperación más característica de la Corporación. Cuando la cooperativa de base no tiene trabajo suficiente para todos sus socios, se recurre a la intercooperación con otras cooperativas. La reubicación se realiza en dos niveles sucesivos: en el ámbito de los grupos comarcales o de las divisiones en las que se integran las cooperativas, y en segundo lugar, en el de la totalidad de las cooperativas asociadas a Lagun Aro. Esta figura de reubicación se utiliza asimismo en los casos de cierres de cooperativas, combinándose con otras como las bajas voluntarias y las prejubilaciones.
- Prestaciones económicas por parte de Lagun Aro para el desempleo, las prejubilaciones, las indemnizaciones, y las reconversiones profesionales, cuando concurran varios requisitos en los socios y sus empresas cooperativas.[33]

#### En el ámbito financiero
- A nivel de las divisiones o grupos comarcales, el más relevante es la reconversión de resultados. Los beneficios o pérdidas económicas de cada cooperativa se destinan a un fondo común, para repartirlos posteriormente en función del número de socios, con un abanico de reconversión entre el 25%y el 100%. Se intercoopera también en los avales comerciales, en la gestión de tesorería y de préstamos, y en los riesgos de inversiones.

- A nivel de Corporación existen varios instrumentos de intercooperación: el Fondo central de inte-cooperación, el Fondo de educación y promoción cooperativo, el Fondo de solidaridad, y el Fondo de ayuda al empleo, gestionados a tavés de las entidades Mondragon Inversiones y Fundación Mondragon.[43]

### Cooperación con entidades externas
La Corporación participa como tal, o a través de las divisiones y las cooperativas de base, en los órganos de las Cámaras de Comercio, en las asociaciones sectoriales del País Vasco y de España, en los clústers sectoriales, y en la mayoría de las asociaciones profesionales en vigor. Asimismo participa en los órganos de gobierno de la Federación de Cooperativas de Euskadi y de la Federación CEPES de España, así como en otras federaciones sectoriales y distintos órganos de la economía social.
Por otra parte, ha participado en la creación de nuevas asociaciones técnico-empresariales como AENOR (Asociación Española de Normalización), o Euskalit (Fundación Vasca para la Excelencia Empresarial), siendo en ambos casos sus primeros presidentes miembros de la Corporación. También se impulsó la constitución de la Asociación Europea de Grupos Cooperativos- ECG, donde asimismo participan el Grupo Empresarial Cooperativo Valenciano, los grupos cooperativos italianos Consorzio Gino Martirelli y Consorzio fra Cooperative di Produzione e Lavoro, y los grupos franceses Crédit Cooperatif y Crédit Mutuel.
La Corporación y sus cooperativas son también activas en foros sectoriales y genéricos organizados por las distintas administraciones públicas, y participan en actividades de esponsorización de equipos deportivos y actividades culturales como el Museo Guggenheim de Bilbao. A su vez, tienen alianzas y convenios con diversas universidades y centros tecnológicos, tanto nacionales como extranjeros.

## Sistema económico
El sistema económico ideado por Arizmendiarrieta y desarrollado en las décadas de 1950-1960, y posteriormente actualizado amoldándose a la sociedad, se basa en los conceptos de justicia social y de equilibrio retributivo. La idea básica es que la medida del éxito corporativo sea conseguir que la empresa funcione, y poder traspasarla a la siguiente generación.

### Aportación para devenir socio
Para que una persona se convierta en socio debe realizar dos tipos de aportaciones económicas, cuyas cuantías son aprobadas anualmente por la asamblea general:
A- La cuota de ingreso: es el 25% de la aportación económica total. No se integra en el capital social, sino que formará parte del fondo de reserva obligatorio del balance de la empresa, y no será reintegrable a título personal. 
B- La aportación obligatoria: se acredita nominativamente, y forma parte del capital social total de la cooperativa. El monto de este capital individual se incrementará anualmente cuando se incoporen los retornos del reparto de los beneficios. En caso de pérdidas, se reducirá. El capital individual recibe anualmente un interés. Cuando el socio deja la cooperativa o se jubila, recupera dicho capital.
El aspirante a socio puede hacer dicha aportación económica total en 24 meses, y se le descontará de nómina la parte proporcional.

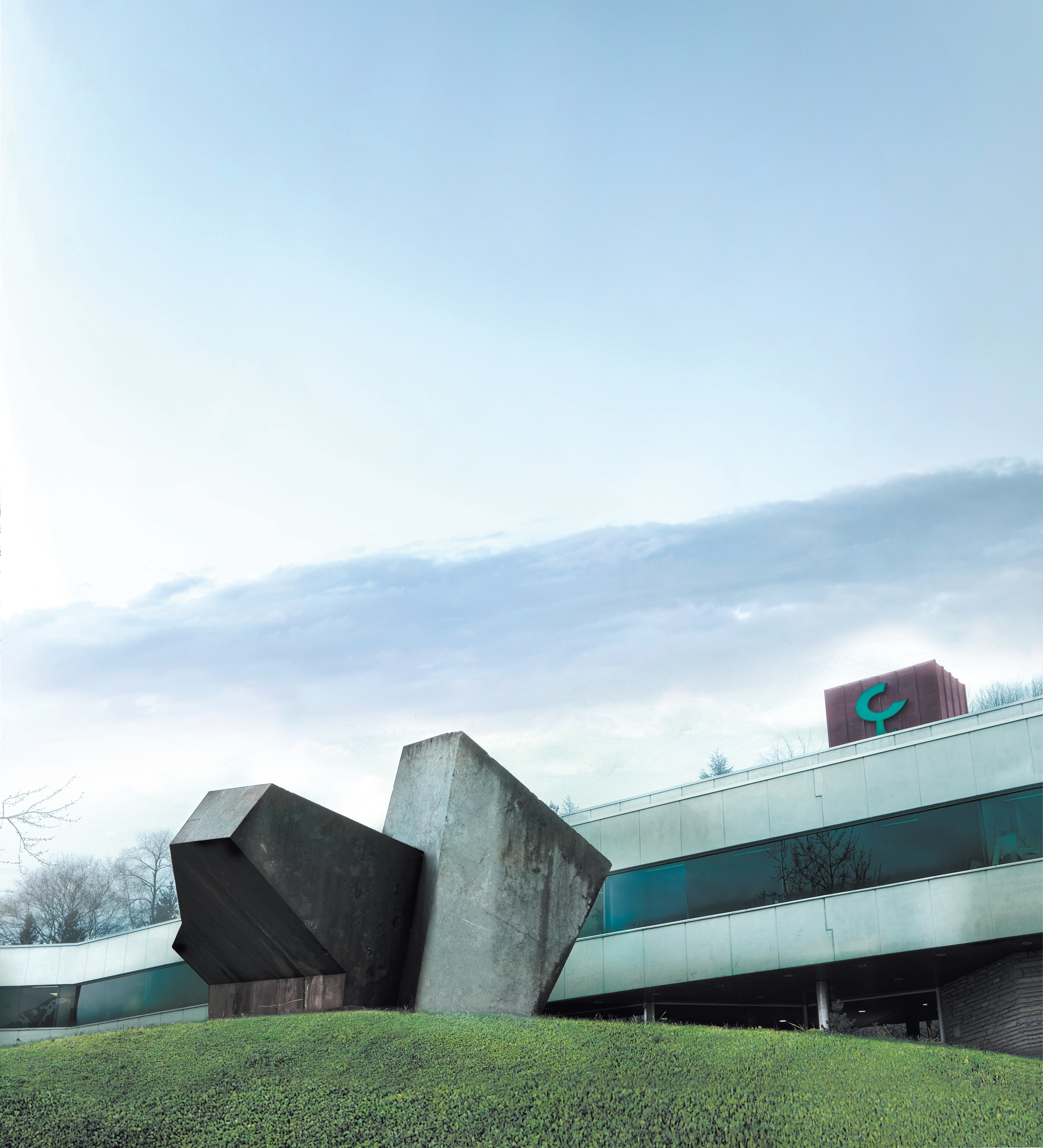
Sede central de Laboral Kutxa

Una vez tenga la condición de socio, en bastantes cooperativas puede realizar aportaciones voluntarias nominales, que refuerzan el balance de la empresa y aportan al socio unos intereses similares a los del mercado. 

### Abanico salarial
Si en la Corporación ha habido alguna particularidad que siempre ha salido a relucir, ha sido la escala retributiva, que en sus comienzos fue de 1 a 3. Es decir, el director general ganaba el índice total 3, y el salario más bajo de la empresa el índice 1.
Dicho margen de 1 a 3 permaneció durante una quincena de años, y posteriormente se amplió a la franja 1 a 4,5. Actualmente la mayor diferencia es de 1 a 12,5, y la menor de 1 a 4,5 en algunas cooperativas de base. Los índices totales son el sumatorio del índice estructural del puesto, más el índice funcional por el desempeño, más el plus de antigüedad. 
En los índices laborales de las cooperativas nunca se han discriminado conceptos como el género, la procedencia, o ningún otro factor personal. Por otra parte, las remuneraciones de los índices más bajos son comparativamente homologables con las de los trabajadores asalariados del entorno, mientras que en niveles directivos se dan más desigualdades sectoriales y territoriales.

### Reinversión de resultados
Tras el cierre auditado del ejercicio económico, una vez pagados los correspondientes impuestos a Hacienda, los beneficios netos se distribuyen en:
- Un 20% como mínimo se destinará al fondo de reserva obligatorio,
- Un 10% se destinará al fondo de educación y promoción cooperativa (FEPC). De todas formas, mientras el fondo de reserva obligatorio no alcance un importe igual al 50% del capital social, esta dotación podrá reducirse al 5%. 
- El resto se destinará a retornos cooperativos individuales, o a la constitución de reservas voluntarias. El retorno cooperativo se acreditará a los socios en proporción al salario del ejercicio, y no sobre la base de su participación en el capital social.
Como consecuencia de esa distribución, las cooperativas acostumbran a tener unos elevados recursos propios para realizar nuevas inversiones, al disponer del 90% de los beneficios después de impuestos, ya que el único dinero que sale de la empresa es el del FEPC, que se destina a la sociedad, a las necesidades del entorno de la empresa.

### Ajustes en situaciones de crisis
Cuando se producen pérdidas, se imputan por este orden a: los fondos de reserva voluntarios, los fondos de actualización disponibles, al fondo de reserva obligatorio, y finalmente a extornos cooperativos. En este último caso, se imputarán a cada socio en función a su base computable, y se satisfarán mediante reducción de su aportación a capital.
Asimismo se reducen todos los salarios, bajando paulatinamente desde el 100% hasta llegar al 70%, y se dejan de abonar a cada socio las pagas extras y los intereses del capital.

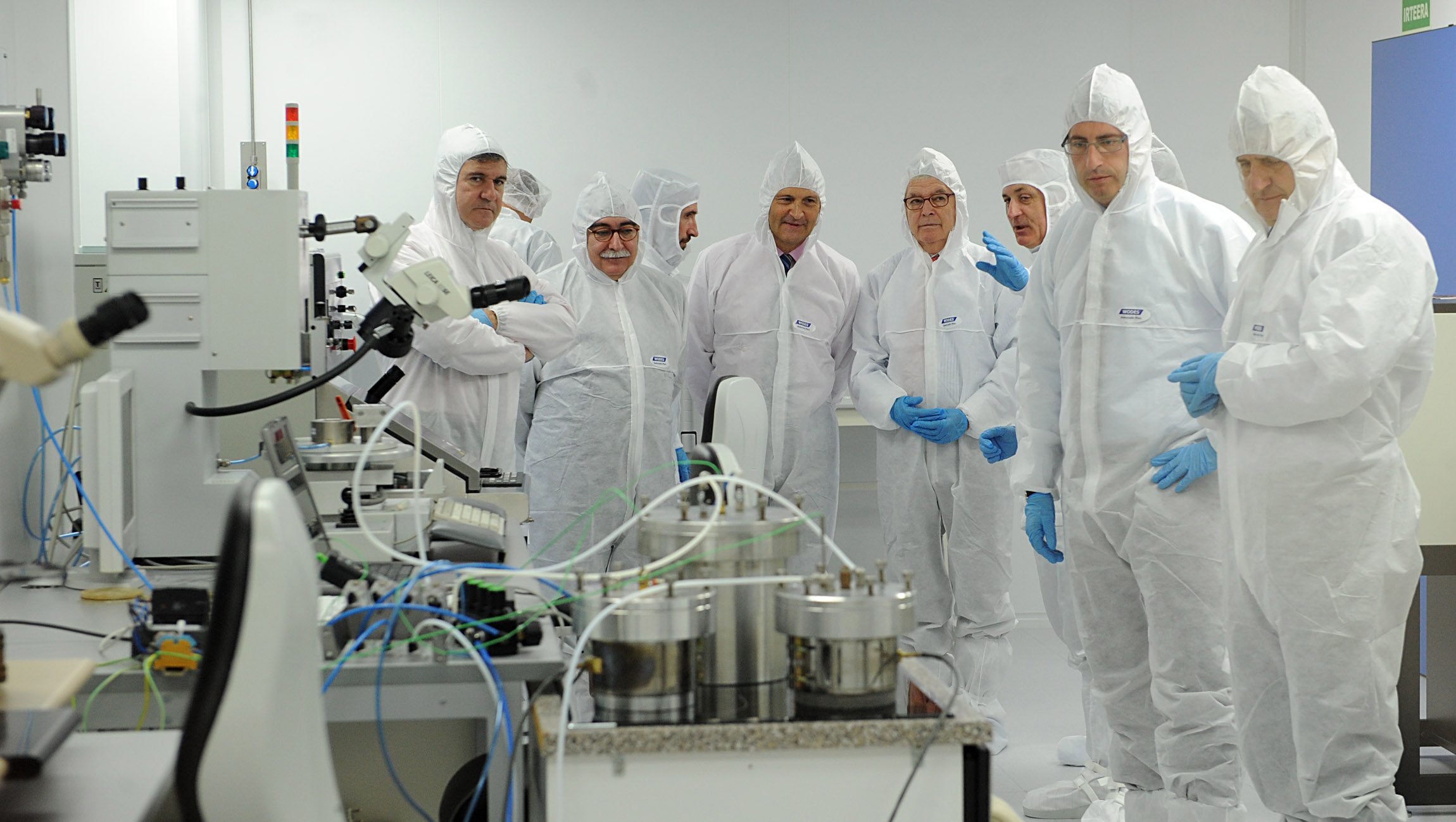
Laboratorio de la empresa de nanotecnología Ikerlan en Mondragón.

## Empleo
Académicos, políticos, empresarios y sindicalistas de todo el mundo han visitado durante años las cooperativas de Mondragon, y la impresión de los anfitriones es que se interesan sobre todo por el modelo de creación y de mantenimiento del empleo.
En la Corporación no se buscan beneficios económicos sólo para incrementar el patrimonio de los socios, sino que el empleo es un objetivo, que se recoge específicamente en la Misión de las cooperativas: ”La experiencia cooperativa […] asume como misión propia la producción y venta de bienes, servicios y distribución […] para crear empleo en régimen cooperativo […] “

### Creación de nuevas empresas
Una de las aportaciones originales de los fundadores tras la creación de Laboral Kutxa en 1959 y su posterior consolidación, fue dividirla en dos áreas de negocio: la División Bancaria y la División Empresarial, toda vez que el soporte financiero resultaba insuficiente. Así, potenciaron la Div. Empresarial para garantizar otro tipo de asistencia empresarial: abogados, expertos en exportación, en empresas en dificultades, en modelos de gestión, en consultoría, y también en creación de nuevas empresas: el Departamento de Promoción.
El Departamento ayudó directamente a crear nuevas cooperativas, y propició que los centros de formación y los centros tecnológicos también lo hiciesen, así como ayudó a proyectos de intra-emprendimiento en cooperativas existentes. A partir de la constitución en 1992 de la Corporación, ésta asumió dichas funciones, dedicándose Laboral Kutxa exclusivamente al ámbito financiero.

### Incorporación de cooperativas a la Corporación
Principalmente se trata de empresas de tipo familiar, donde una sucesión eficaz es improbable, y se negocia con los trabajadores para pretender mantener los empleos. Hay también casos de empresas mercantiles en dificultades, donde los trabajadores deciden asumir su control y se convierten en cooperativas. Por último, puntualmente se han dado casos de empresas incorporadas a petición de la Administración, para salvaguardar la actividad empresarial y el empleo.
Cuando se creó la Corporación en 1991 hubo algunas cooperativas pequeñas y una mayor como Goizper que no entraron a formar parte de la misma, pero siguieron siendo cooperativas y participando en las entidades de cobertura como Caja Laboral, Lagun Aro, los Centros de Formación y los Centros de I+D.

### Salidas de cooperativas de la Corporación
A lo largo de los años ha habido casos de cooperativas donde los socios han decidido en asamblea salir de la Corporación, por desencuentros diversos en los niveles de autonomía o por un modelo participativo de gestión distinto, como el grupo comarcal de Irizar y Ampo el año 2008, y el Grupo Orona y el Grupo Ulma el año 2022, pero siguieron siendo cooperativas y participando en las entidades de cobertura como Caja Laboral, Lagun Aro, los Centros de Formación y los Centros de I+D.  

### Cierres de empresas
Históricamente se han dado distintos tipos de cierres de empresas desde que se creó el Departamento de Promoción de Laboral Kutxa. 

#### Cooperativas pequeñas
Hay bastantes nuevas pymes y start-ups que han cerrado antes de los cinco años, por dificultades técnicas de producción para obtener rentabilidad, por sobreestimar el mercado existente, o por ser incapaces de lograr un nicho de mercado suficiente ante la fuerte competencia. En algún caso, las razones básicas han sido la poca actualización del catálogo, o las dificultades para seguir el ritmo innovador de los líderes del mercado.

#### Fagor Electrodomésticos
Perteneciente al Grupo Comarcal Fagor, se trató de un cierre muy especial, al tratarse de la primera cooperativa de la Corporación, y una de las más grandes. En el año 2013 tenía 13 plantas productivas distribuidas en cinco países, con una plantilla media de 5642 empleados, frente a los 6998 del año anterior, reducción derivada de las medidas de adaptación de la plantilla. A finales de 2013, y tras casi sesenta años de historia, Fagor Electrodomésticos entró en concurso de acreedores ante la imposibilidad de hacer frente a sus deudas de 1000 millones de euros.
La razones fueron diversas, y se analizan al detalle en los estudios recogidos en la bibliografía. Como resumen:
- La competencia de las multinacionales en el mercado nacional fue implacable.
- Hubo problemas acumulados en la gestión adecuada del personal, en detrimento de la meritocracia.
- Las inversiones en algunas filiales productivas del extranjero, sobre todo en la francesa Brandt, resultaron desacertadas.
Entre los años 2013 y 2014 el 90% de los 1900 socios afectados de las cinco plantas del País Vasco, tras haber perdido sus aportaciones obligatorias y voluntarias, se habían reubicado en otras cooperativas, y al año siguiente lo hicieron el resto.
Los mecanismos de solidaridad inter-cooperativa gestionados por Lagun Aro fueron eficaces, gracias a la implicación del resto de las cooperativas, y en el año 2023 las ocho cooperativas restantes del Grupo Fagor siguen generando empleo y siendo colíderes internacionales del sector de automoción, componentes de electrodomésticos, máquina herramienta, equipamiento de hostelería y cocina, y energía solar.

## Controversias y críticas
Las voces más críticas con la economía social vieron en la caída de Fagor Electrodomésticos una crisis global del modelo cooperativo. Criticaron la falta de cintura de las cooperativas para enfrentar una crisis económica grave y que eran tan vulnerables a decisiones empresariales erróneas como cualquier otra empresa.
Quienes defienden un modelo de economía social también han señalado que las filiales productivas internacionales no son cooperativas, por lo que sus trabajadores no cuentan con las mismas ventajas de los socios-trabajadores en España. Y por otra parte, que el modelo de Mondragon no es esencialmente más sostenible con el medio ambiente que el de las empresas capitalistas.